# Betriebsbesetzung
Unter Betriebsbesetzung (auch: Fabrikbesetzung) versteht man eine Kampfform der Arbeitnehmer beziehungsweise eine Steigerungsform des Streiks, bei der die Produktionsmittel symbolisch oder faktisch von den Arbeitnehmern in Besitz genommen werden.

## Arten
Zu unterscheiden sind zwei Formen:
- Sitzstreik (Sit-in): Die Arbeitnehmer verweigern nicht nur kollektiv die Arbeit, sondern verbleiben auch dauerhaft am Arbeitsplatz oder im bestreikten Betrieb, um eine anderweitige Nutzung der Produktionsmittel oder den Zugang zu ihnen zu blockieren. Dadurch wird die Möglichkeit des Streikbruchs oder der Produktionsverlagerung ausgeschlossen. Üblich sind tägliche Versammlungen, die der gegenseitigen Information und Bestärkung des Kampfeswillen der Belegschaft dienen. In den 1930er Jahren wurde der Sitzstreik zu einem bevorzugten Kampfmittel der amerikanischen Gummi- und Automobilarbeiter; besonders General Motors erlebte damals eine Serie von Sitzstreiks.[1] Bekanntestes jüngstes historisches Beispiel ist die Besetzung der Danziger Lenin-Werft im Herbst 1980, bei der 16.000 Arbeiter monatelang für wirtschaftliche und politische Reformen streikten. Zwei Beispiele aus Deutschland: Beim sogenannten „Türkenstreik“ 1973 bei Ford in Köln, einer spontanen Protestaktion gegen Entlassungen und Arbeitshetze, blieben die Streikenden im Werk und hielten dort ihre Streikversammlungen ab.[2] Zu einer wochenlangen Betriebsbesetzung, die auch die Gerichte beschäftigte, weitete sich die gegen Entlassungen gerichtete Protestaktion von 150 Arbeitern des Zementwerkes Seibel und Söhne 1975 in Erwitte aus.[3]

- Weiterführung der Produktion (Work-in): Die Arbeitnehmer besetzen den Betrieb und führen die Produktion in eigener Regie fort. Beispiel dafür ist die Besetzung der britischen Werft Upper Clyde Shipbuilders, als diese 1971 Liquidation angemeldet hatte und die Arbeiter aus Protest eigenständig ihre Arbeit an den Schiffen fortsetzen, um staatliche oder anderweitige Finanzierung zur Weiterführung der Werft zu mobilisieren.[4] Große Resonanz in Frankreich und den Nachbarländern fand die Besetzung der Uhrenfabrik Lip in Besançon 1973, bei der die Belegschaft im Widerstand gegen drohende Entlassungen und die Umstellung von Markenuhren auf Massenware die Produktion allein weiter führte und ein eigenes Vertriebsnetz aufbaute.[5]

## Beispiele
- 1920 kam es in Italien zu Fabrikbesetzungen, an denen eine Million Arbeiter teilnahmen.[6]
- Im Januar 1976 besetzten die noch nicht entlassenen Arbeiter des Uhrenherstellers Bulova im schweizerischen Neuchâtel die dortige Produktionsstätte elf Tage lang.[7][5]
- Neun Tage Betriebsbesetzung bei der Werft HDW 1983 in Hamburg (mpz-hamburg.de)
- Nach vierjähriger Besetzung führen seit 2014 französische Arbeiter eine Teefabrik als Scop TI, eine Genossenschaft, fort.
- Durch Überführung des Betriebsvermögens eines Automobilzulieferers in eine Genossenschaft, führen 60 der vormals 340 Beschäftigten eine Fabrik in Mailand als Recycling- und Getränkebetrieb Rimaflow fort.[8][9]
- Seit 2022 als #Insorgiamo andauernde Besetzung eines GKN-Werks nahe Campi Bisenzio und Florenz[10][11]
- Laut dem Politikwissenschaftler Dario Azzellini sind in Argentinien bis heute gut 430 Betriebe mit 15.000 Beschäftigten durch Besetzungen zu „rückeroberten Betrieben unter Arbeiterkontrolle“ (RBA) geworden.[12]